# جوردي سولي تورا
جوردي سولي تورا (23 مايو 1930 - 4 ديسمبر 2009، برشلونة) كان سياسيًا وفقيهًا إسبانيًا وأحد مؤلفي «آباء» الدستور الإسباني لعام 1978 بعد انتقال إسبانيا إلى الديمقراطية.
من شبابه كان تورا ينتمي إلى منظمات يسارية مختلفة مثل جبهة التحرير الشعبية وبانديرا روجا. في السنوات الأولى للديمقراطية عمل في الحزب الاشتراكي الموحد في كاتالونيا.
عمل مع زعيم الحزب الاشتراكي في الدفاع عن الشيوعية الأوروبية. انتخب لعضوية مجلس النواب الإسباني في يونيو 1977 ومرة أخرى في مارس 1979. كان أحد «آباء الدستور» السبعة (السياسيون المكلفون بكتابة دستور جديد).
ترك جبهة التحرير الشعبية وانضم إلى الحزب الاشتراكي وانتُخب مجددًا عن مقاطعة برشلونة في أعوام 1989 و1993 و1996.
في عام 1985 تم انتخابه عميدًا لكلية الحقوق بجامعة برشلونة.
شغل منصب وزير الثقافة في عهد فيليب جونزاليس من مارس 1991 إلى يوليو 1993.
في عام 2008 كان مركز فيلم وثائقي بعنوان الذاكرة المفقودة، الذي صوره ابنه ألبرت سولي. الفيلم الوثائقي غطى حياته ومكافحته لمرض الزهايمر وحصل على جائزة غويا.